# Adilson Oliveira
Adilson Ramos de Oliveira, concourant sous le nom de Adilson Oliveira (né le 4 janvier 1964) est un athlète brésilien spécialiste du lancer du poids. Médaillé continental sans discontinuer de 1983 à 1995, il est dans l'ombre du Chilien Gert Weil pendant toute sa carrière, mais il est champion d'Amérique du Sud à Lima en 1993 en son absence.

## Biographie

### Palmarès
| Date | Compétition                            | Lieu           | Résultat | Performance |
| ---- | -------------------------------------- | -------------- | -------- | ----------- |
| 1981 | Championnats d'Amérique du Sud juniors | Rio de Janeiro | 1er      | 15,81 m     |
| 1983 | Championnats d'Amérique du Sud juniors | Medellín       | 1er      | 18,11 m     |
| 1983 | Championnats d'Amérique du Sud         | Santa Fe       | 3e       | 15,70 m     |
| 1985 | Championnats d'Amérique du Sud         | Santiago       | 2e       | 17,13 m     |
| 1986 | Championnats ibéro-américains          | La Havane      | 3e       | 18,02 m     |
| 1987 | Championnats d'Amérique du Sud         | São Paulo      | 2e       | 18,04 m     |
| 1988 | Championnats ibéro-américains          | Mexico         | 3e       | 17,68 m     |
| 1989 | Championnats d'Amérique du Sud         | Medellín       | 2e       | 17,49 m     |
| 1990 | Championnats ibéro-américains          | Manaus         | 2e       | 17,34 m     |
| 1991 | Championnats d'Amérique du Sud         | Manaus         | 2e       | 18,08 m     |
| 1992 | Championnats ibéro-américains          | Séville        | 3e       | 17,44 m     |
| 1993 | Championnats d'Amérique du Sud         | Lima           | 1er      | 17,88 m     |
| 1994 | Championnats ibéro-américains          | Mar del Plata  | 3e       | 17,77 m     |
| 1995 | Championnats d'Amérique du Sud         | Manaus         | 3e       | 17,68 m     |

### Records
| Épreuve         | Performance | Lieu           | Date              |
| --------------- | ----------- | -------------- | ----------------- |
| Lancer du poids | 18,72 m     | Rio de Janeiro | 17 septembre 1994 |